# Dominique (chanson)
Pour les articles homonymes, voir Dominique.
Dominique est une chanson de langue française de l'artiste belge Sœur Sourire sortie en 1962. Elle est dédiée à Dominique de Guzmán, fondateur de l'ordre dominicain dont Sœur Sourire fait partie au début des années 1960.

## Histoire
La chanson rencontre un grand succès en Europe, en Amérique du Nord, en Amérique latine en Océanie et en Afrique du Sud. Elle est la seule chanson de langue française à s'être classée numéro 1 des ventes de disques aux États-Unis, et ce pendant tout le mois de décembre 1963. C'est également la première fois qu'une artiste belge parvient à se classer numéro 1 des ventes de disques dans ce pays.
Le 45 tours s'est écoulé à plus de 3 millions d'exemplaires dans le monde, selon le Billboard magazine.
La chanson est nommée aux Grammy Awards 1964 américains pour le titre de chanson de l'année (Record of the Year) et pour le titre de meilleure performance religieuse qu'elle remporte.

### Classements dans le monde
| Ventes de disques singles (1963/1964) | Meilleure position |
| ------------------------------------- | ------------------ |
| Argentine                             | 2                  |
| Australie                             | 1                  |
| Belgique (Wallonie)                   | 4                  |
| Canada                                | 1                  |
| Danemark                              | 2                  |
| Pays-Bas                              | 6                  |
| Allemagne                             | 7                  |
| Irlande                               | 4                  |
| Mexique                               | 1                  |
| Nouvelle-Zélande                      | 1                  |
| Norvège                               | 2                  |
| Afrique du Sud                        | 5                  |
| Suède                                 | 12                 |
| Royaume-Uni                           | 7                  |
| Suisse                                | 4                  |
| États-Unis Billboard Hot 100          | 1                  |
| Uruguay                               | 2                  |

## Refrain
« Dominique, nique, nique 
S'en allait tout simplement,
Routier pauvre et chantant.
En tous chemins, en tous lieux,
Il ne parle que du Bon Dieu,
Il ne parle que du Bon Dieu. »

## Reprises
- En 1964, le groupe américain Village Stompers enregistre une version instrumentale en style Dixieland de la chanson[20].
- La chanson est interprétée dans une version traduite en langue anglaise par Debbie Reynolds dans le film américain Dominique de 1966.
- En 1979, le groupe Odeurs propose une version humoristique disco/funk du morceau, avec une introduction parodiant Earth, Wind and Fire. C'est Sapho (chanteuse) qui interprete le titre.
- En 1982, Sœur Sourire sort une version disco, arrangée par les musiciens de Telex.
- En 1991, dans le 23e épisode de la saison 3 des Simpsons, le refrain de Dominique est entonné.
- En 1998, on peut entendre une phrase de reprise en remixant les paroles dans la chanson de Koffi Olomide dans sa chanson « Rond Point » dans l’album : Droit de Veto
- En 2009, dans le premier épisode de la saison 3 de Skins.
- En 2009, dans le dixième épisode de la saison 3 de Mad Men.
- Elle est régulièrement reprise dans la saison 2 de la série Saison 2 d’American Horror Story: Asylum[21].
- En 2015, le groupe de Metalcore Kadinja reprend le début de la chanson dans leur single Dominique.
- En 2015, le groupe Opium du peuple reprend la chanson en version punk-rock dans leur album La revanche des clones[22].
- le 29 mars 2016, Frédéric Fromet parodie la chanson sous le titre Etat islamique, mique, mique[23]
- En 2017, dans le quatrième épisode de la saison 3 de Dark Matter.
- En 2020 et 2021, la chanson regagne une popularité sur Internet en étant utilisée pour des vidéos Tik Tok.